# Villanova oppositifolia
Villanova oppositifolia là một loài thực vật có hoa trong họ Cúc. Loài này được (Lag.) S.F.Blake miêu tả khoa học đầu tiên năm 1937.